# Luzenac Ariège Pyrénées
 (septembre 2023).
Si vous disposez d'ouvrages ou d'articles de référence ou si vous connaissez des sites web de qualité traitant du thème abordé ici, merci de compléter l'article en donnant les références utiles à sa vérifiabilité et en les liant à la section « Notes et références ».
Ne doit pas être confondu avec Luzenac ou Luzenac de Moulis.
Maillots
Actualités
Luzenac Ariège Pyrénées, abrégé en Luzenac AP, est un club de football français fondé en 1936 et situé à Luzenac dans l'Ariège. 
Le club est fondé sous le nom Union sportive des Talcs de Luzenac, nom qu'il garde jusqu'en 1944 où il devient l'Union sportive de Luzenac, jusqu'en 2012.
En 2014, le club termine second du championnat national mais n'est pas autorisé par la LFP à évoluer en Ligue 2 en l'absence de la jouissance effective d'un stade aux normes. La décision suscite la polémique et entraîne de nombreux recours juridiques, infructueux dans un premier temps (en référé) puis qui annulent les décisions de la LFP. L'équipe première ne s'étant pas inscrite pour poursuivre l'aventure en National est dissoute en septembre 2014 et doit repartir dans les divisions inférieurs (Fabien Barthez, co-dirigeant du club depuis 2012, quitte le projet).
Le club relégué au niveau amateur, évolue alors en Régional 1 (D6) après un an en National 3 (D5).

## Palmarès
- Vice-champion de France de CFA2 en 2002
- Vice-champion de France du championnat National en 2014
- Champion de France de CFA en 2009
- Champion de France de CFA2 (Groupe E) en 2005
- Champion de France de Division 4 (Groupe G) en 1980
- Champion de DH Midi-Pyrénées en 1971, 1985 et 2000 , 2024
- Champion de DHR Midi-Pyrénées (Groupe B) en 2015
- Vainqueur de la Coupe du Midi en 1992
- Vainqueur de la Coupe de l'Ariège en 2007, 2008 et 2012

## Histoire du club

### Luzenac, de sa fondation à 2009
Le club est fondé le 20 août 1936 sous le nom d'Union Sportive des Talcs de Luzenac. Son premier président fut Firmin Miquel. Le nom du club fait alors référence à la société exploitant la carrière de talc de Trimouns, l'une des plus grandes au monde, dont le directeur était Paul Fédou. Ce dernier fut déterminant dans la création du club et le stade rénové en 1971 porte son nom.
Après s'être extrait de la division d'honneur Midi-Pyrénées en 1971, Luzenac franchit un nouveau palier en accédant à la Division 3 en 1980. Signant seulement six victoires en trente matchs, Luzenac est relégué en Division 4 dès 1981. Les Rouges et Bleus rechutent en DH en 1983 mais ne s'y attardent pas, en retrouvant pied en D4 en 1985. Une nouvelle fois, la saison est catastrophique avec seulement deux victoires en 26 matchs ; retour au niveau régional.
Luzenac (devenu en 1992 l'Union Sportive de Luzenac), opère à ce niveau jusqu'en 2000, date de son troisième titre de champion de DH. Le club se maintient au niveau national dans les années 2000, accédant au CFA en 2002-2003 puis entre 2005 et 2009. Il participe aux trente-deuxièmes de finale de la Coupe de France 2007-2008. À l'issue de la saison 2008-2009, le club domine largement son groupe de CFA et valide son ticket pour le National à la suite d'une victoire 2-0 contre l'US Albi le 16 mai 2009. Les doutes concernant la capacité du club à passer l'examen de la DNCG (les comptes du club doivent être positifs au 30 juin) sont rapidement effacés et il est autorisé à accéder au National.

### Luzenac en National
Ville la moins peuplée à avoir été représentée en CFA, Luzenac se retrouve a fortiori la plus petite ville ayant jamais évolué en National. Dotée du deuxième plus petit budget de ce championnat (900 000 € pour 2009-2010), l'équipe est assez peu renouvelée (9 recrues sans trop d'expérience du national, 12 qui restent) durant l'été. Elle débute cependant le championnat sur les chapeaux de roues, en gagnant ses quatre premiers matchs (dont une victoire 4-1 contre Créteil), ce qui lui permet d'être leader avec trois points d'avance sur le second et cinq sur le troisième le 22 août 2009. La suite est plus difficile, à la suite de l'accumulation des matchs. Au terme de sa première saison à ce niveau, l'équipe parvient à se maintenir en terminant à la 10e place. 
L'année suivante, Luzenac réalise un bon début de saison qui permet au club de s'installer dans le fauteuil de leader au soir de la quatrième journée. Les ariégeois assurent leur maintien à trois journées de la fin pour terminer à la 12e place. En 2011-2012, après un début de saison très poussif (relégables après la dix-septième journée), et malgré une série de huit matchs sans défaite (quatre victoires et quatre nuls) du 21 janvier au 24 mars, le club lutte jusqu'à la dernière journée pour le maintien. Il termine la saison à la 15e place.
Pour la saison 2012-2013, le club change de nom et devient le Luzenac Ariège Pyrénées. Au mois de novembre, le LAP est contraint de changer de stade, le stade Paul-Fédou, sur un terrain en pente,  n'ayant jamais pu répondre aux normes de la « catégorie 2 ». Le club se met alors à jouer au stade municipal de Foix. La lutte pour le maintien est difficile, six clubs sur les vingt du championnat étant relégués en fin de saison à la suite d'une réforme du National. Le LAP se sauve dans les dernières journées, grâce à une série de trois victoires en quatre matchs. Il finit de nouveau 12e.
Un champion du monde 1998, arrive au club. Il prend la présidence d'honneur du club au printemps 2012.Devenu vice-président, Fabien Barthez occupe alors  la fonction de directeur général.
En 2013-2014, comme lors de ses deux premières saisons en National, le LAP débute bien et est leader de la deuxième à la cinquième journée. Mais contrairement à ces saisons, le club parvient à se maintenir sur le podium et finit vice-champion d'hiver derrière Orléans, grâce à notamment à Ande Dona Ndoh, qui inscrit 12 des 20 buts du clubs sur la période (meilleure attaque ex aequo) ce qui lui permet d'être meilleur buteur à mi-saison

### Montée en Ligue 2 refusée
Le 18 avril 2014, à la suite de sa victoire contre l'US Boulogne pour le compte de la 29e journée de National, le club s'assure une place sur le podium synonyme de Ligue 2.
Le 25 août, le conseil d'administration de la LFP vote en faveur d'une conciliation avec Luzenac mais déclare deux jours plus tard « avoir constaté, après l'ultime délai accordé au Luzenac AP pour justifier de la mise à disposition du stade Ernest-Wallon, que le club n'a pu fournir les justifications requises. En particulier, le dernier courrier du propriétaire du stade ne constitue en rien une convention de mise à disposition ni même un accord ferme sur le principe d’une telle mise à disposition ». Le conseil d’administration de la LFP se prononce définitivement le 27 août 2014 en refusant l'accession. 
Le 4 septembre, le juge des référés du tribunal administratif de Toulouse rejette la demande de Luzenac de suspendre la décision de la LFP refusant d'autoriser le club ariégeois à participer au championnat de France de football de Ligue 2. Le juge a en effet considéré « qu'en l'état de l'instruction et en l'absence notamment de démonstration de la jouissance effective par le club de Luzenac d'installations sportives susceptibles d'accueillir toutes les compétitions prévues, aucun des moyens soulevés par la SASP Luzenac Ariège Pyrénées ne paraît de nature à créer un doute sérieux quant à la légalité de la décision contestée ». 
Le 5 septembre, le club annonce qu'il ne saisira pas le Conseil d'État et souhaite réintégrer le championnat National dont quatre journées ont déjà été jouées. Il demande également que les joueurs de Luzenac qui souhaitent quitter le club puissent le faire alors que la période des transferts est close depuis quatre jours.
Le 16 mai 2017, le tribunal administratif de Toulouse a rejeté, par un jugement n°1404118, la requête du club demandant l’annulation de la décision de refus de participation au championnat de Ligue 2 par le CA de la LFP du 27 août 2014. Toutefois, dans ce jugement, le Tribunal condamne la LFP à indemniser le préjudice moral subi par le club résultant de l’illégalité de la décision du 5 juin 2014, à hauteur de 15 000 euros. En parallèle de cette action en justice, le club engage la responsabilité de la LFP estimant que sa décision de refus du 27 août 2014 résultait de décisions antérieures illégales et d’agissements fautifs. Le Tribunal administratif de Toulouse reconnaît que la LFP a commis deux fautes (l'illégalité de la décision du 5 juin 2014 et le non-respect du devoir de réserve du président de la LFP), conduisant à indemniser le préjudice moral lié à la seconde faute (la première ayant déjà été indemnisée dans le jugement du 16 mai 2017) à hauteur de 2 000 euros.  En revanche, le Tribunal estime que ces deux fautes n'ont pas conduit directement à la non-participation du club au championnat de Ligue 2.
Cinq ans après les faits, la deuxième chambre de la cour administrative d'appel de Bordeaux a annulé le jugement du tribunal administratif de Toulouse du 16 mai 2017 mais également la décision de la LFP du 27 août 2014. Selon cette décision, le club aurait donc dû jouer en Ligue 2 lors de la saison 2014-2015,. Cette décision est définitivement confirmée par le Conseil d'État le 6 octobre 2020.

### Un nouveau départ (depuis 2014)
Le 10 septembre 2014, la FFF refuse un maintien du club en championnat National (troisième division) alors que Luzenac refuse une proposition d'intégration de l'équipe première en championnat de France amateur 2 (5e division). Fabien Barthez et le président Jérôme Ducros annoncent alors leur retrait du club, qui libère tous les joueurs de son équipe première. Le LAP continue néanmoins d'exister à travers son équipe réserve qui évolue en division d'honneur régionale (7e division nationale, 2e division régionale)mais promue en division d'honneur Midi-Pyrénées pour la saison 2015-2016, Luzenac redevient le club no 1 ariégeois. En finissant deuxième de cette division d'honneur Midi-Pyrénées en 2016-2017, Luzenac accède pour la saison 2017-2018 enNational 3, nouveau nom du CFA 2 dorénavant organisé sur une base régionale. Hélas, le club termine dernier du groupe N3 Occitanie et repart en Régional 1.Le club espère reconnaître le niveau supérieur mais ne fait pas mieux qu'une 2e place plein de mérite. 

## Identité

### Logos

Logo jusqu'en 2012.
Logo depuis 2012.

## Personnalités du club

### Entraîneurs

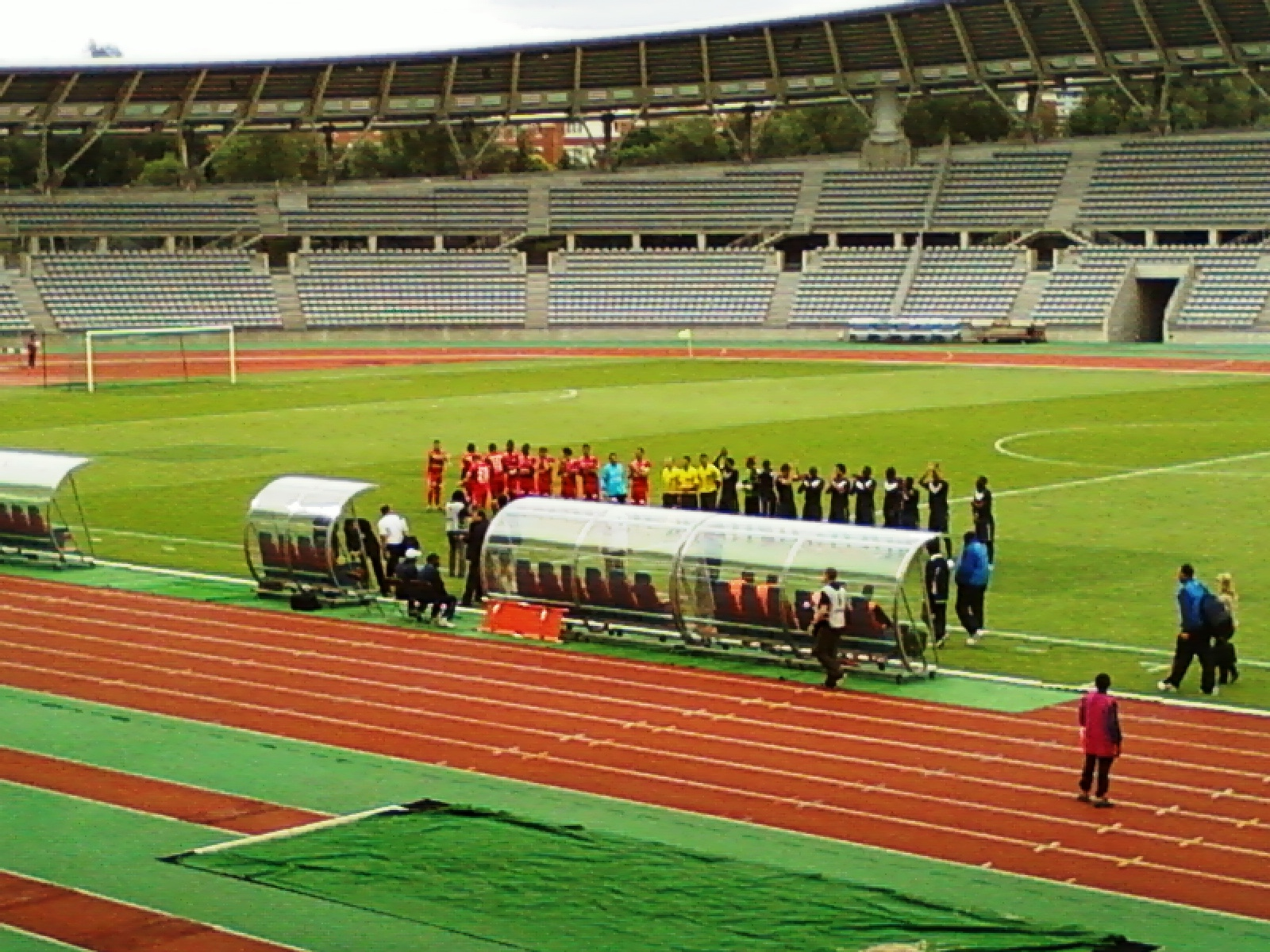
L'équipe (en rouge) lors du match contre le Paris FC du 6 août 2011 au stade Charléty

- 2003-2004 :  Patrick Feuillerat
- 2004-2007 :  Jean Diaz
- 2007-sept. 2014 :  Christophe Pélissier
- 2014-2018 :  Sébastien Mignotte
- 2019- :  Frédéric Ouvret  David Gomes

## Bilan saison par saison
| Saison    | Div.                 | clas. | Pts | M.J. | Vic. | Nuls | Déf. | B.P. | B.C. | Diff. | Coupe de France | Coupe de la Ligue |
| 1996-1997 | Régional 1 Occitanie | 3e    | 48  | 26   | 13   | 9    | 4    | 44   | 21   | +23   |                 | -                 |
| 1997-1998 | Régional 1 Occitanie | 4e    | 43  | 26   | 12   | 7    | 7    | 43   | 27   | +16   |                 | -                 |
| 1998-1999 | Régional 1 Occitanie | 4e    | 40  | 26   | 10   | 10   | 6    | 34   | 29   | +5    |                 | -                 |
| 1999-2000 | Régional 1 Occitanie | 1er   | 53  | 26   | 16   | 5    | 5    | 38   | 18   | +10   |                 | -                 |
| 2000-2001 | National 3           | 10e   | 70  | 30   | 11   | 7    | 12   | 36   | 43   | -7    |                 | -                 |
| 2001-2002 | National 3           | 2e    | 89  | 30   | 17   | 8    | 5    | 53   | 32   | +21   |                 | -                 |
| 2002-2003 | National 2           | 18e   | 67  | 34   | 8    | 9    | 17   | 35   | 63   | -28   |                 | -                 |
| 2003-2004 | National 3           | 7e    | 66  | 28   | 10   | 8    | 10   | 40   | 42   | -2    |                 | -                 |
| 2004-2005 | National 3           | 1er   | 90  | 30   | 17   | 9    | 4    | 55   | 27   | +28   |                 | -                 |
| 2005-2006 | National 2           | 11e   | 77  | 34   | 11   | 10   | 13   | 33   | 42   | -9    | 8e tour         | -                 |
| 2006-2007 | National 2           | 12e   | 76  | 34   | 10   | 12   | 12   | 40   | 43   | -3    | 7e tour         | -                 |
| 2007-2008 | National 2           | 12e   | 77  | 34   | 11   | 10   | 13   | 49   | 51   | -2    | 1/32 f.         | -                 |
| 2008-2009 | National 2           | 1er   | 103 | 34   | 20   | 9    | 5    | 59   | 26   | +33   | 7e tour         | -                 |
| 2009-2010 | National 1           | 10e   | 53  | 38   | 15   | 8    | 15   | 51   | 48   | +3    | 8e tour         | -                 |
| 2010-2011 | National 1           | 12e   | 49  | 40   | 12   | 13   | 15   | 39   | 44   | -5    | 6e tour         | -                 |
| 2011-2012 | National 1           | 15e   | 45  | 38   | 11   | 12   | 15   | 47   | 56   | -9    | 7e tour         | -                 |
| 2012-2013 | National 1           | 12e   | 48  | 38   | 12   | 12   | 14   | 43   | 47   | -4    | 7e tour         | -                 |
| 2013-2014 | National 1           | 2e    | 63  | 34   | 17   | 12   | 5    | 51   | 30   | +21   | 5e tour         | -                 |
| 2014-2015 | Régional 2 Occitanie | 1er   | 65  | 22   | 12   | 7    | 3    | 40   | 15   | +25   |                 | -                 |
| 2015-2016 | Régional 1 Occitanie | 4e    | 65  | 26   | 11   | 6    | 9    | 38   | 35   | +3    | 6e tour         | -                 |
| 2016-2017 | Régional 1 Occitanie | 2e    | 84  | 26   | 17   | 7    | 2    | 55   | 22   | +33   | 6e tour         | -                 |
| 2017-2018 | National 3           | 14e   | 21  | 26   | 5    | 6    | 15   | 24   | 41   | -17   | 6e tour         | -                 |
| 2018-2019 | Régional 1 Occitanie | 3e    | 39  | 22   | 12   | 3    | 7    | 41   | 24   | +17   | 7e tour         | -                 |
| 2019-2020 | Régional 1 Occitanie | 5e    | 24  | 14   | 6    | 6    | 2    | 18   | 10   | +8    | 3e tour         | -                 |
| 2020-2021 | Régional 1 Occitanie | 2e    | 10  | 5    | 3    | 1    | 1    | 8    | 3    | +5    | 6e tour         | -                 |
| 2021-2022 | Régional 1 Occitanie | 2e    | 42  | 26   | 12   | 6    | 8    | 47   | 35   | +12   | 4e tour         | -                 |